# 林漢明
林漢明，MH（1960年6月24日—），香港學者，香港中文大學生命科學學院教授兼農業生物技術國家重點實驗室主任、新亞書院紫霞樓學生宿舍舍監。他曾成功破解31種大豆的基因序列，培育出抗旱、耐鹽的新大豆品種和建立數據分享平台，讓全球科學家可以共同促進相關研究的發展。林漢明目前是伊利沙伯中學舊生會湯國華中學法團校董會的辦學團體校董（2015年至2020年）。

## 背景

### 早年生活
林漢明一家六口早年在九龍慈雲山的徙置區慈雲山邨成長，母親為一名車衣女工。他曾就讀聖公會約榮小學（1973年第4屆上午校畢業）。作為基層家庭的長子，林漢明被告知自己或需要成為學徒幫補家計；能夠升讀中學的條件是中學學費為父母可負擔的範圍之內。於是林漢明向小學老師租借新舊補充練習，每天清早起身操練，於1973年以考取的政府獎學金升讀伊利沙伯中學。當年全港應屆小學畢業生中，包括林漢明在內共有141名獲豁免中學學費。但在校時因花太多時間參與排球校隊的運動，結果成績一落千丈。其中在就讀中四時，他的成績在40名學生當中排名倒數第四，英文科、地理科和生物科均不及格。他之後發奮讀書，在1978年香港中學會考公開試中考獲 2A（物理、化學）2B（生物、數學）的優異成績。林漢明後來又因自滿而再次沉迷排球活動，最終未能考上大學。唯有在1981年以自修方式考進香港中文大學。曾是大學學生會的成員。

### 個人發展
自1985年大學生物學學士畢業後，林漢明遠赴美國西北大學修讀生物學博士學位。他曾於1992年至1996年期間在紐約大學研究氮的代謝過程，令他於植物分子生物學領域建立了名聲，並且獲全球最大種子供應商、跨國農業生物技術公司孟山都（Monsanto）邀請加盟旗下。然而林漢明婉拒了公司的邀請，在1997年回流香港且於翌年開始在香港中文大學進行大豆研究。研究大豆的工作並非其專長。他受到中國農業科學院研究員邵桂花的啟發，與研究團體成功在2010年，以分子標記的技術完成17種野生大豆和14種人工培植大豆的基因序列。四年後，林漢明的科學研究工作出現突破；辨識出大豆的抗鹽基因。他其後與中國甘肅省農業科學院一同培育出全新的抗逆大豆品種「隴黃1號」、「隴黃2號」以及「隴黃3號」。三種大豆都獲得政府正式審批。
林漢明有關研究大豆的論文於2010年登上西方著名的學術期刊《自然遺傳》（Nature Genetics）的封面。該封面文章的內容圍繞深圳華大基因研究院與其研究項目「大豆回家」的成果─破解了31種野生大豆及人工培植大豆的全基因組密碼和說明了野生大豆與人工培植大豆相較具有更強的耐逆力和生命力。在2013年，他與辛世文教授等人在國際知名的醫學期刊《刺針》（The Lancet）中發表綜合論述，探討並且總結中國所面對的糧食及食品安全問題。而林漢明有關野生大豆耐鹽的基因研究論文亦於2014刊登於《自然通訊》（Nature Communications）中。林漢明的研究貢獻在其後數年獲得肯定。他在2017年獲國家教育部頒發「2016 高等學校科學研究優秀成果二等獎（科學技術）」。此前曾在2008年兼任香港中文大學農業生物技術夥伴國家重點實驗室副主任，於2017年晉升為主任。除此之外，林漢明分別於1999年至2000年以及2005年至2006年兩個學年內獲香港中文大學理學院頒發模範教師獎。
在2017年，他與來自本地大學的15位教授連同美國、英國、中國內地、阿根廷等國際合作伙伴建立「植物與環境互作基因組研究中心」以繼續研究把新的大豆品種轉化成產品。另外，林漢明是香港中文大學植物分子生物學及農業生物科技研究所的副所長，負責大豆基因組研究及功能基因發掘以及水稻抗病信號傳導。2023年7月因對「香港農業可持續發展貢獻良多」而獲政府頒授榮譽勳章。

### 爭議
2011年10月，林漢明在其個人面書上撰寫《與怪獸家長對話》一文，指出「怪獸家長」在香港中文大學資訊日不斷追問學生畢業後可從事的工作，更甚者會代子女出席資訊日，又會親自試做實驗和拍下過程讓沒有到場的子女重溫；令人感慨家長對子女的溺愛的情況愈趨誇張。有家長不久批評林漢明以「怪獸家長」來形容出席資訊日的家長有侮辱家長之嫌。而且，也有家長去信時任的香港中文大學校長沈祖堯表達不滿；反擊林漢明的言論之餘，同時批評他口不擇言、不負責任。其枉為人師之舉需要沈祖堯嚴肅處理事件。

## 個人創作
- 2009年：《中國大豆耐逆研究》（與常汝鎮、邵桂花及劉忠堂合編）[20]
- 2016年：《教授扎記 獅子山下我們家》[28]
- 2016年：《教授札記 教學、科研、校園》[29]

## 參與節目
- 2017年 我們的科學家（香港電台）[30]
- 2021年5月31日 星期日檔案（無綫電視）
- 2022年 「十四五」規劃新遠景（第5集、無綫電視）
- 2023年 科技探索香港創新活力（無綫電視）

## 外部連結
- 與怪獸家長對話，林漢明，2011年10月10日
- Professor Hon-Ming LAM，School of Life Sciences, The Chinese University of Hong Kong（页面存档备份，存于）